# Залесье (Кричевский район)
Залесье (бел. Залессе) — деревня в Кричевском районе Могилёвской области Белоруссии. Входит в состав Бельского сельсовета.

## География
Деревня находится в северо-восточной части Могилёвской области, в пределах Оршанско-Могилёвской равнины, к западу от республиканской автодороги Р15, на расстоянии примерно 6 километров (по прямой) к северо-северо-западу (NNW) от города Кричева, административного центра района. Абсолютная высота — 183 метра над уровнем моря.
Климат деревни характеризуется как влажный континентальный (Dfb в классификации климатов Кёппена).

## История
27 сентября 2024 года Лобковичский сельсовет Кричевского района Могилёвской области переименован в сельсовет «Бельскі» (на русском языке – «Бельский»).

## Население

### Численность
- 2009 год — 11 жителей

### Динамика
- 2009 год — 11 жителей